# 2001-es Fonogram díj átadása
2001-es Fonogram-díjkiosztó az Arany Zsiráf-díj átadásának ünnepsége.
A díjátadó estre a Budapest Kongresszusi Központban került sor, a díj történetében először nagyközönség előtt. A gálaműsorra szánt 1000 darab jegy már az értékesítés első néhány napján elkelt. A Magyar Televízió nézői két héttel később, március közepén láthatták az eseményről készült felvételt.

## Az év hazai rockalbuma
Kispál és a Borz - Velőrózsák (Universal Music)
- Bikini - Nem lesz ennek jó vége (Hungaroton)
- Presser Gábor - Angyalok és emberek (BMG)
- Republic - Só és cukor (EMI)
- TRB - Szárnyakon szédülő (Sony Music)

## Az év külföldi rockalbuma
U2 - All That You Can't Leave Behind (Universal Music)
- AC/DC - Stiff Upper Lip (Warner Music)
- Bon Jovi - Crush (Universal Music)
- Eric Clapton & B.B. King - Riding With The King (Warner Music)
- Limp Bizkit - Chocolate Starfish and the Hot Dog Flavored Water (Universal Music)

## Az év hazai popalbuma
- United - Első (EMI)
- Balázs Pali - Romantikus Slágerek (EMI)
- Cserháti Zsuzsa - Várj! (BMG)
- Romantic - Romantic (Universal Music)
- V-Tech - Nem szabad sírni... (EMI)

## Az év külföldi popalbuma
Madonna - Music (Warner Music)
- Backstreet Boys - Millennium (EMI)
- Britney Spears - Oops!… I Did It Again (EMI)
- Hevia - The Other Side (EMI)
- Sting - Brand New Day (Universal Music)

## Az év hazai dance-albuma
TNT - Három (Magneoton)
- Ágnes Vanilla - Örök nyár (EMI)
- Betty Love - Repülj tovább (Sony Music)
- Kerozin- Durva didi (BMG Ariola)
- Sterbinszky - Discography (EMI)

## Az év külföldi dance-albuma
Craig David - Born To Do It (Record Express)
- Bomfunk Mc's - In Stereo (Sony Music)
- Chemical Brothers - Surrender (EMI)
- Scooter - Sheffield (Record Express)
- Sonique - Hear My Cry (Universal Music)

## Az év hazai modern rock albuma
FreshFabrik - Drive My Hand (1G/Warner Music)
- Ákos - Hűség (EMI)
- Másfél - Angyaltojás (Bahia)
- Roy & Ádám - Most jövünk mi (BMG Ariola)
- Venus - A világ közepén (BMG Ariola)

## Az év külföldi modern rock albuma
Radiohead - Kid A (EMI)
- Guano Apes - Don't Give Me Names (BMG Ariola)
- HIM - Razorblade Romance (BMG Ariola)
- Melanie C - Northern Star (EMI)
- The Offspring - Conspiracy Of One (Sony Music)

## Az év hazai rapalbuma
Ganxsta Zolee és a Kartel - Rosszfiúk (Sony Music)
- Dopeman - A strici visszatér (1G/Warner Music)
- Harsányi Levente - Hűazannya! (BMG Ariola)
- Kicsi G - A nagy dobás (Sony Music)
- Mohaman feat. Game - Da Flava Story (Hungaroton)

## Az év külföldi rapalbuma
Eminem - The Marshall Mathers LP (Universal Music)
- Busta Rhymes - Anarchy (Warner Music)
- Cypress Hill - Skull & Bones (Sony Music)
- Sisqo - Unleash The Dragon (Universal Music)
- Wu-Tang Clan - The W (Sony Music)

## Az év hazai felfedezettje
Yonderboi - Shallow And Profound (UCMG)
- Besh o droM - Macsó Hímzés (Fonó Records)
- Crystal - Két utazó (Sony Music)
- Inflagranti - Bármit megtennék (EMI)
- Romantic - Romantic (Universal Music)

## Az év feldolgozásalbuma
KISPÁLraMIX (Universal Music)
- Boros/Bochkor - Két fura fazon (BMG Ariola)
- Gerendás Péter - Kamaszkorom legszebb dala (Hungaroton)
- Irigy Hónaljmirigy - Ráncdalfesztivál (Universal Music)
- Masters Of Chant - Gregorian (Record Express)
- Metallica - S&M (Universal Music)

## Az év filmzenealbuma
The Beach (Warner Music)
- Buena Vista Social Club (BMG Ariola)
- Coyote Ugly (Warner Music)
- Gladiator (Universal Music)
- Mission Impossible 2. (Original Score) (Record Express)

## Az év hazai jazz- vagy world music albuma
Anima Sound System - Gipsy Sound Clash (Hungaroton)
- Besh o droM - Macsó Hímzés (Fonó Records)
- Djabe - LY-O-LAY ALE LOYA (Gramy-H)
- Ghymes - Smaragdváros (EMI)
- M.É.Z. - The Fairies (Narrator)

## Az év prózai albuma
Hofi Géza - 1400. (Hungaroton)
- Fábry Sándor - A lejtő ördöge (Hungaroton)
- Fábry Sándor - A vietnámi balzsam (Hungaroton)
- Karinthy Frigyes - Így írtok ti (Hungaroton)
- Rádiókabaré 2000 - Egyről a kettőre (Hungaroton)